# Fritz Rahmann
Fritz Rahmann (* 15. Januar 1936 in Wuppertal; † 6. August 2006 in Berlin) war ein deutscher Künstler.

## Leben
1993 erhielt Fritz Rahmann einen Ruf als Professor an die Fakultät Gestaltung der Hochschule für Architektur und Bauwesen, heute Bauhaus-Universität Weimar. 2001 ließ er sich emeritieren.

## Schaffen
Fritz Rahmanns Arbeitsweise ist Ausdruck eines gesellschaftlichen Kunstbegriffs, den er im Rahmen der Künstlergruppe Büro Berlin gemeinsam mit Raimund Kummer und Hermann Pitz entwickelte. Dabei geht es neben einem gesellschaftspolitischen Moment, die Kunst situativ an öffentlichen Orten stattfinden zu lassen, wo sie nicht kommerzialisierbar und musealisierbar ist, auch um eine Neubestimmung der gesellschaftlichen Rolle der Kunstschaffenden und künstlerischer Arbeit.
Sein Werk umfasst neben temporären Arbeiten im öffentlichen Raum auch Objekte, Malereien und Zeichnungen. In den Jahren nach seiner Lehrtätigkeit schuf Fritz Rahmann auch größere Installationen als klassische Atelierarbeiten. Sie enthalten biografische Aspekte und das Monumentale und auch Sentimentale wird nicht mehr ausgeschlossen. In seinem Katalog Fritz Rahmann, mehrere Arbeiten 1970–2002 (Berlin 2003) vermerkt Rahmann dazu:

„Autobiographische Momente: Die Einstellung, nur an sich öffentliche, vermeintlich objektiv gesellschaftliche Gegenstände seien zu bearbeiten, war ein ideologischer Einfluss gewesen.“

Ein Teil des künstlerischen Nachlasses von Fritz Rahmann befindet sich im „Künstler:innenarchiv der Stiftung Kunstfonds“, darunter zahlreiche Gemälde, Grafiken und Objekte.

## Publikationen (Auswahl)
- Fritz Rahmann, unter anderem zwei Rösser, Skulptur im Bereich der Pinakotheken, München, Cantz 1994
- Fritz Rahmann, mehrere Arbeiten 1970–2002, Hrsg.: Haus am Lützowplatz 2003 (anlässlich der Ausstellung „mehrere Arbeiten 1970–2002“)
- Büro Berlin: ein Produktionsbegriff / Künstlerhaus Bethanien. Raimund Kummer, Herrmann Pitz, Fritz Rahmann; Berlin: Künstlerhaus Bethanien, 1986, ISBN 3-923479-09-3
- Fritz Rahmann, Conférence: Die Differenz zum Realraum. Büro Berlin, Emotope / Berlin: Künstlerhaus Bethanien, 1987, ISBN 3-923479-18-2